# Residentie Johan de Witt
Het pand Stadhouderslaan 76-82 in Den Haag, nu de Residentie Johan de Witt geheten, werd in 1902 in neorenaissancestijl gebouwd voor de Tweede Gemeentelijke HBS in die stad. De architect was de stadsarchitect Adam Schadee. Oorspronkelijk had het pand het huisnummer 84, later het huisnummer 82, tegenwoordig de huisnummers 76 t/m 82. Het pand is gelegen tegenover het Gemeentemuseum aan de Stadhouderslaan/hoek Cornelis de Wittlaan. 

## Geschiedenis
De Tweede Gemeentelijke Hogereburgerschool was tot 1933 een school alleen voor jongens en werd dan ook wel de Hogere Burgerschool voor Jongens genoemd. In 1934 verhuisde de school naar het adres Valeriusstraat 124.
In 1935 kwam de HBS voor meisjes, die al sinds 1879 bestond, in het gebouw. In de eerste jaren was de school onder de naam Meisjes Lyceum een lyceum; in 1937 werd ze (weer) een HBS. In 1938 kreeg ze de naam 'Dalton HBS voor Meisjes'; daltononderwijs werd er overigens al sinds 1925 gegeven.
In 1942 moest het schoolgebouw op last van de Duitse bezetter worden ontruimd. Het lag in het gebied waar de Atlantikwall zou worden aangelegd. De meisjes-HBS week uit naar het gebouw van het Gymnasium Haganum. Na de Tweede Wereldoorlog kwam de school in fasen weer terug naar de Stadhouderslaan. De school vertrok in 1968 om samen te gaan met het Dalton Lyceum. De fusieschool noemt zich nu Dalton Den Haag.
In 1969 trok het Johan de Witt Lyceum in het gebouw. Die school verhuisde in 1991 naar een nieuwbouwpand.

### Nieuwe bestemming
Nadat de school vertrokken was, stond het gebouw een tijdlang leeg. Op aandringen van omwonenden werd het gebouw niet afgebroken, maar tussen 2004 en 2006 gerenoveerd door architectenbureau Bob van Beek (nu GVB architecten). Het gebouw heet nu Residentie Johan de Witt en is verdeeld in appartementen. Op de begane grond kwamen een kinderdagverblijf en een restaurant.